# بخش کلی (شهرستان گالیا، اوهایو)
بخش کلی (به انگلیسی: Clay Township) یک منطقهٔ مسکونی در ایالات متحده آمریکا است که در شهرستان گالیا، اوهایو واقع شده‌است.
 بخش کلی ۵۸٫۶ کیلومتر مربع مساحت و ۱٬۸۷۰ نفر جمعیت دارد و ۱۷۷ متر بالاتر از سطح دریا واقع شده‌است.